# 瑪利歐賽車Wii
《瑪利歐賽車Wii》是一個由任天堂情报开发本部所開發的賽車遊戲。《瑪利歐賽車Wii》是第6款瑪利歐賽車系列的遊戲，并且是第2款可使用任天堂Wi-Fi連接來上網玩的瑪利歐賽車遊戲。《瑪利歐賽車Wii》裡多加摩托車，並且可與12個電腦競賽，也可以連線對戰與多達12個人競賽。每購買《瑪利歐賽車Wii》時，便會附贈1個Wii方向盤。

## 遊戲概要
在《瑪利歐賽車Wii》裡，玩家可以由26個角色中選一個，角色可由體重分為3個類型：輕型，中型跟重型。每一型都有4個卡丁車跟4個摩托車，加起來總共有36個車種。每一個車種都有不一樣的最高速度、重量、加速、操控性、甩尾、泥地行駛和迷你渦輪。《瑪利歐賽車Wii》擁有32種不同的場地，包括16個新的場地和4個《瑪利歐賽車64》，4個《瑪利歐賽車DD》，4個《瑪利歐賽車DS》，《超級瑪利歐賽車》、《瑪利歐賽車Advance》各2個的場地。玩家可以由道具箱拿到一個道具，可以使用道具來攻擊對手，名次越後面的可以拿到越能逆轉局勢的道具。
《瑪利歐賽車Wii》添加了3個新道具，
- 巨大蘑菇：從《新超级马力欧兄弟》延伸出來的，可以讓玩家變大並把對手壓扁(10s)。
- POW磚塊：讓整個場地震動使對手打滑，在空中的對手不會被攻擊到。
- 雷雲：只要一拿到便會自行發動，玩家的移動速度會增快，但經過一段時間後就會攻擊玩家使玩家變小，如果玩家在被攻擊前撞到任何一個對手，雷雲便會移到該對手的頭上，被雷雲攻擊的也會變為對手[2]。

《瑪利歐賽車Wii》擁有26個人物，加入了2種Mii(1680)的人物。遊戲剛開始時有12個人物，其他的可由玩家達到破解條件取得。不同的人物有不同顏色的車子，配合著他們衣服的顏色。不同的人物擁有不同的特點，有些角色可以使車子加速較快，有些可以使車子在泥濘中有較高的速度。添加的摩托車可以使用獨輪特技，使之速度變快，卡丁車雖然不能，但是甩尾時可以得到較多的衝刺。

## 开发历史
《马力欧卡丁车Wii》是《马力欧卡丁车》系列第6款作品。此前担任系列最早两部作品总监以及前作《马里奥赛车DS》的制作人绀野秀树在本作继续担任制作人；宫本茂担任总制作人，主要把控游戏品质和给出开发建议；大八木泰幸担任本作的总监。游戏由任天堂情报开发本部第一组负责开发，他们也是前作《马里奥赛车DS》的开发组。
在开发前作《马里奥赛车DS》时，绀野秀树就希望可以加入特定的网络对战功能，但由于开发周期的原因，这些功能被舍弃了。而在开发本作时，这些网络对战功能獲重新加入。开发人员希望避免参加在线比赛的玩家随着比赛的进行而变得越来越少，因此改变了在线比赛的安排，以允许玩家在每场比赛结束后就可以加入下一场比赛中。在本作中，BMX摩托车首次成为可驾驶车辆，BMX等极限运动是绀野秀树自己的长期喜好之一，而他也在当年《马里奥赛车 双重冲击！！》开发时提出过类似的建议，但是最终因为“马力欧骑摩托车的样子看起来会很奇怪”而被否决掉。而极限运动的元素在开发《马里奥赛车DS》时再次提及，但是由于掌机机能和操作上的限制，再次未能加入；直到本作，绀野秀树终于如愿，并且得益于Wii遙控器的体感功能，可以让玩家更直观的横握手柄像握住摩托车把一样进行游戏；而本作的开发代号“马力欧卡丁车X”（Mario Kart X）中的“X”也是指极限运动（X-Game）。
作为搭配游戏的配件，Wii方向盘的研发经历了开发人员制作的30多种原型，他们从真实的各式卡丁车取材，测试了不同的颜色、大小和重量；最终成品采用了尽可能轻量的设计来缓解玩家长时间使用方向盘游玩所带体力消耗。而Wii方向盘在背面所采用的蓝色环形装饰设计，受到了开发组的好评，并獲采用到了本作的Logo和游戏封面之中。
《马力欧卡丁车Wii》在2007年任天堂的E3游戏展前发布会上正式公布，并在展会期间公布了网络对战要素和新角色与新赛道。在之后举办的2007年任天堂秋季发布会上公布了摩托车和Wii方向盘，以及确定游戏将于2008年春季发售。
2018年，英伟达宣布将在中国大陆版Shield TV上发售《马力欧卡丁车Wii》的官方中文版，游戏对原作进行了高清化，支持1080p分辨率，游戏也将支持12人在线比赛。并在之后举办的游戏展ChinJoy 2018上提供了游戏的试玩。但截止至2025年03月，本作并未获得版号也未正式发售。

## 外部連結
- 官方网站（日語）
- 官方網站 （页面存档备份，存于）（英文）
- 瑪利歐賽車Wii影片 （页面存档备份，存于）